# Ministério do Equipamento Social e do Ambiente

O Ministério do Equipamento Social e do Ambiente (MESA) foi um departamento do Governo de Portugal responsável pela política executiva nas áreas das obras públicas, transportes, comunicações e ambiente. O ministério foi criado a seguir ao 25 de abril de 1974, reunindo as funções dos anteriores Ministério das Obras Públicas e Ministério das Comunicações, mas dando, além disso, um especial destaque à política ambiental.
Existiu apenas durante os I, II, III, IV e V Governos Provisórios, ou seja, de 16 de maio de 1974 a 19 de setembro de 1975.

## Titulares
Os titulares do cargo de ministro do Equipamento Social e do Ambiente foram:
| Período                                      | Ministro                  | Governo                |
| -------------------------------------------- | ------------------------- | ---------------------- |
| 16 de maio de 1974 – 17 de julho de 1974     | Manuel Rocha              | I Governo Provisório   |
| 17 de julho de 1974 – 30 de setembro de 1974 | José Augusto Fernandes    | II Governo Provisório  |
| 30 de setembro de 1974 – 26 de março de 1975 | José Augusto Fernandes    | III Governo Provisório |
| 26 de março de 1975 – 8 de agosto de 1975    | José Augusto Fernandes    | IV Governo Provisório  |
| 8 de agosto de 1975 – 19 de setembro de 1975 | Henrique de Oliveira e Sá | V Governo Provisório   |